# Boris González
Boris Igor González Garrido (Talca, 22 maggio 1980) è un ex calciatore cileno, di ruolo difensore.

## Palmarès

### Club

#### Competizioni nazionali
- Campionato cileno: 5

Cobreloa: Apertura 2003, Clausura 2003, Clausura 2004
Colo-Colo: Apertura 2007, Clausura 2007